# Ruta 56 (Uruguay)
La Ruta 56 denominada "Ruta Nacional Nº 56 Coronel Bernabé Rivera" es una de las rutas nacionales de Uruguay.
Su recorrido comienza en la rotonda sur de acceso a la ciudad de Florida  en la ruta 5, siendo este punto su km 0 y se extiende en sentido oeste-este uniendo las Rutas Nacionales 5, 6 y 7, en el departamento de Florida.
Su extensión es de 53 km, finalizando su trazado en el km 124 de la ruta n.º 7, a poco más de 1 km al norte de la localidad de Reboledo.
La ruta presenta bitumen en todo su recorrido y forma parte de la red secundaria de carreteras uruguayas.
El estado de esta carretera es muy bueno en todo su recorrido.

## Puntos destacados en su recorrido[4]
- km 0,0: Empalme con ruta 5 y acceso a la ciudad de Florida por Av Wilson Ferreira Aldunate
- km 12,0: Paraje Colonia Sánchez
- km 18,5: Acceso al Paraje Parada Urioste
- km 31,0: Empalme con ruta 6 y Poblado de San Gabriel
- km 53,0: Empalme con ruta 7